# トレド王国

1037年頃のトレド王国の版図

トレド王国（Taifa de Toledo）は、トレドを首都としたタイファ。後ウマイヤ朝が崩壊して成立した。主な王朝はズンヌーン朝。1085年、カスティーリャ王国により長期の包囲にあい、征服された。その後カスティーリャ王国のアルフォンソ6世が5月26日に入城した。
ズンヌーン朝の君主アル・マアムーンは図書館建設、重要な古典書物を収集し学者に研究にあたらせ、学術の発展に力を入れた。アルフォンソ6世はかつてズンヌーン朝治下のトレドに亡命していたこともあり、その際先進的なイスラーム文化に触れたと考えられる。アルフォンソ6世はムスリム、ユダヤ教徒の先進性を認めており、カスティーリャ王国治下のトレドも初期の頃は文化的多様性を保っていたと考えられる。
トレドが征服されると、当時の君主ヤヒヤ・アル＝カーディルはバランシヤ王国に支配権を移した。